# Çatalhöyük
Çatalhöyük (pronuncia turca [tʃaˈtaɫhœˌjyk] - spesso scritto Çatal Hüyük fuori dalla Turchia - da çatal, "forcella" e höyük, "collina"), fu un importante centro abitato di epoca neolitica, sito nella odierna provincia turca di Konya, ai margini meridionali dell'altopiano anatolico. Il sito, ricostruito attraverso una sequenza di 18 livelli stratigrafici che vanno dal 7400 al 5700 a.C. circa, occupa una superficie di 13,5 ettari, dei quali solo il 5% è stato indagato con scavi archeologici.
Çatal Höyük è stata scoperta alla fine degli anni cinquanta del Novecento. L'archeologo inglese James Mellaart vi condusse campagne di scavo tra il 1961 ed il 1965. A partire dal 1993, ulteriori ricerche sono state condotte da Ian Hodder. Dal 2012 il sito, che si trova a circa 50 chilometri a sudest della città di Konya ed è visitabile dai turisti, è riconosciuto dall'UNESCO come parte del "Patrimonio dell'umanità".

## Schema abitativo e culto dei morti
Cultura di Haggi Muhammad
     Cultura di Samarra
     Cultura di Halaf
     Cultura di Hassuna
     Culture "tipo Halaf"
     Ceramiche anatoliche
     Amuq D e neolitico ceramico B palestinese
     (area di Biblo): neolitico medio di Biblo
Il villaggio era costruito secondo una logica completamente diversa da quella moderna: le case erano monocellulari e addossate l'una all'altra; essendo poi di altezze diverse, ci si spostava passando da un tetto ad un altro e, per molte case, l'ingresso su quest'ultimo era l'unica apertura. La circolazione e gran parte delle attività domestiche avveniva dunque al livello delle terrazze. L'assenza di aperture verso l'esterno, nonché di porte a livello del terreno, difendeva la comunità dagli animali selvatici e da eventuali incursioni di popolazioni confinanti, anche se resta oscuro il livello di conflittualità tra le diverse comunità dell'epoca. Le sole vie d'accesso all'intero complesso erano scale che potevano facilmente essere ritirate in caso di pericolo.
A Çatalhöyük ogni abitazione era divisa in due stanze: quella più grande aveva al centro un focolare rotondo ed intorno dei sedili e delle piattaforme elevate per dormire, mentre in un angolo c'era un forno per cuocere il pane. La stanza più piccola era una dispensa per conservare il cibo. Tra una casa e l'altra c'erano dei cortili usati come stalle per capre e pecore. Circa un terzo delle case presenta stanze decorate e arredate apparentemente per scopi cultuali: sulle pareti, infatti, sono state rinvenute pitture e sculture di argilla che raffigurano teste di animali (qualcosa di analogo ai bucrani) e divinità (specialmente femminili, legate al culto domestico della fertilità e della generazione).
Queste abitazioni non vanno pensate come santuari: il culto è ancora solo domestico e dà conto di una "ossessione simbolica", quella di un aggregato di umani che vivono a stretto contatto con i propri morti e che ha da tempo istintivamente associato penetrazione sessuale e sepoltura dei semi per l'agricoltura.

## Economia e commercio

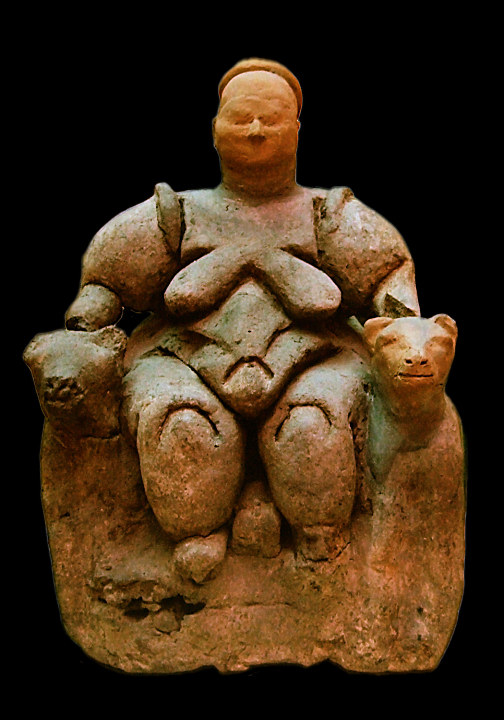
La dea madre seduta, con accanto due leonesse: rinvenuta a Çatal höyük, è un reperto neolitico (6000-5500 a.C. ca.), oggi conservata al Museo della Civilizzazione Anatolica di Ankara.

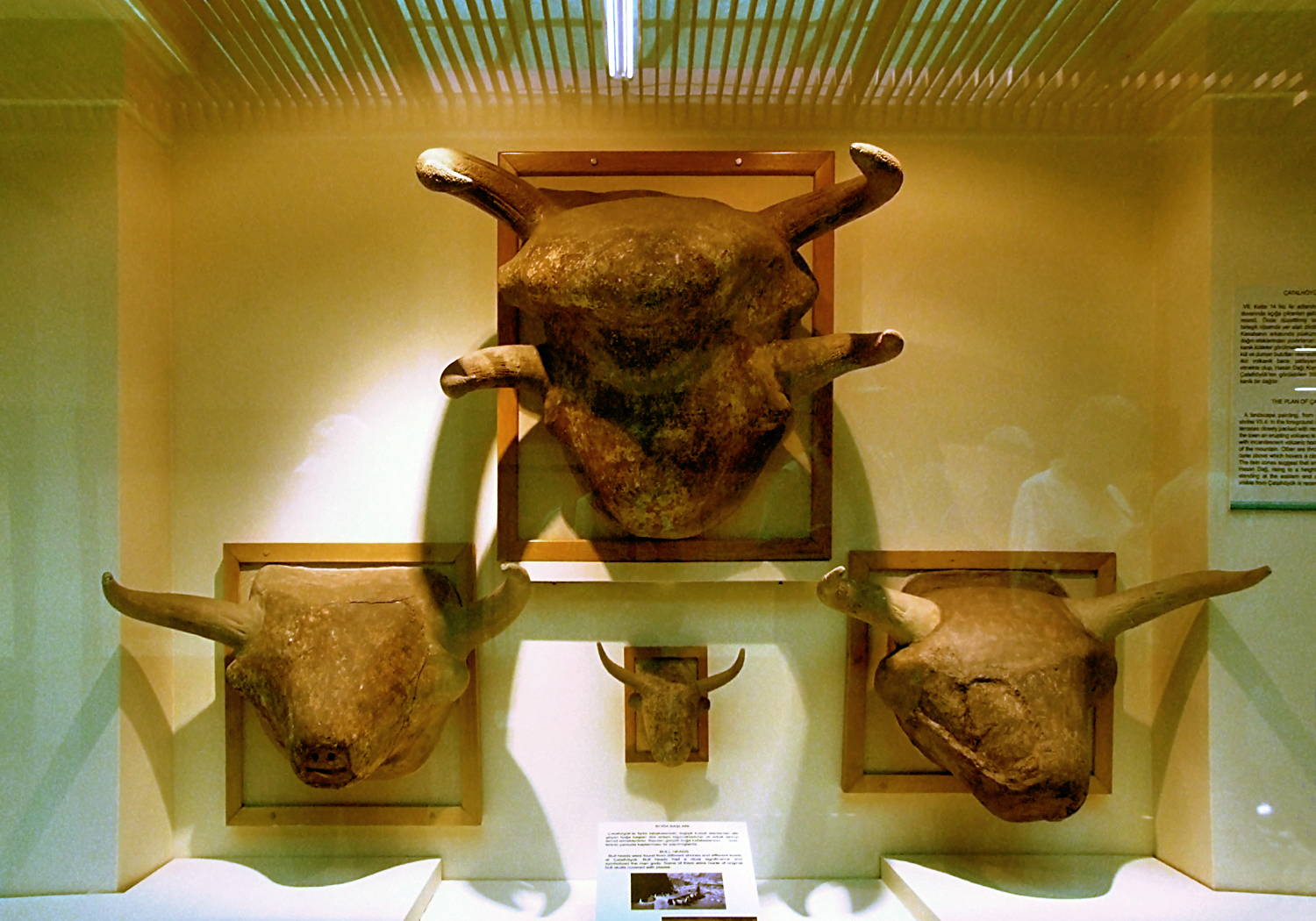
Teste di toro neolitiche da Çatalhöyük (Museo della Civilizzazione Anatolica, Ankara)

Fra i ritrovamenti relativi alla cultura materiale sono da segnalare l'abbondante produzione ceramica (via via lustrata chiara, poi scura, poi ingubbiata di rosso, ma non ancora dipinta, come poi accadrà nel neolitico anatolico) e la raffinata industria litica, realizzata per il 90% in ossidiana, pietra vulcanica vetrosa di cui la regione è ricca e di cui è attestato un intenso commercio locale fin dall'epoca protostorica.
Lo schema economico di base è quello tipicamente agro-pastorale, ma si segnalano scelte ardite, quali quella di coltivare frumento invece che orzo e quella di allevare bovini invece che suini.
| Schema cronologico della rivoluzione neolitica |                                 |                                              |                                                       |                                 |                                  |                                                          |                             |                        |
| 15000                                          | Periodizzazione                 | Palestina                                    | Siria                                                 | Tauro                           | Anatolia                         | Kurdistan                                                | Luristan                    | Khūzestān              |
| 10000                                          | Caccia e raccolta intensificata | Kebara                                       |                                                       |                                 |                                  | Zarzi                                                    |                             |                        |
| 7000                                           | Produzione incipiente           | Natufiano (10000-8500) PPNA (8000-7300)      | Natufiano (10000-8500) PPNA (8000-7300)               |                                 | Hagilar aceramico (7500-7000)    | Zawi Chemi Shanidar (9000-8000) Karim Shahir (7500-7000) | Ganjdareh Asiab (8000-7500) | Bus Mordeh (7500-6500) |
| 6000                                           | Neolitico aceramico             | PPNB (Gerico) (7000-6000) Beidha (7000-6000) | PPNB (Mureybat) (ca. 6500) Buqros, el-Kom (6500-6000) | Çayönü (7500-6500) Giafer Hüyük | Çatalhöyük aceramico (7000-6000) | Jarmo aceramico (6500-6000)                              | Tepe Guran (6500-6000)      | Ali Kosh (6500-6000)   |

| Schema cronologico del neolitico del Vicino Oriente | Schema cronologico del neolitico del Vicino Oriente | Schema cronologico del neolitico del Vicino Oriente | Schema cronologico del neolitico del Vicino Oriente                            | Schema cronologico del neolitico del Vicino Oriente | Schema cronologico del neolitico del Vicino Oriente | Schema cronologico del neolitico del Vicino Oriente | Schema cronologico del neolitico del Vicino Oriente |
| 6000                                                | Khabur                                              | Gebel Singiar Assiria                               | Medio Tigri                                                                    | Bassa Mesopotamia                                   | Khuzistan                                           | Anatolia                                            | Siria                                               |
| --------------------------------------------------- | --------------------------------------------------- | --------------------------------------------------- | ------------------------------------------------------------------------------ | --------------------------------------------------- | --------------------------------------------------- | --------------------------------------------------- | --------------------------------------------------- |
| 5500                                                |                                                     | Umm Dabaghiya                                       |                                                                                |                                                     | Muhammad Giaffar                                    | Çatalhöyük (6300-5500)                              | Amuq A                                              |
| 5200                                                | Halaf antico                                        | Hassuna                                             | Samarra antico (5600-5400) Samarra medio (5400-5000) Samarra tardo (5000-4800) |                                                     | Susiana A                                           | Hagilar Mersin 24-22                                | Amuq B                                              |
| 4800                                                | Halaf medio                                         | Hassuna tardo Gawra 20                              | Samarra antico (5600-5400) Samarra medio (5400-5000) Samarra tardo (5000-4800) | Eridu (= Ubaid 1) Eridu 19-15                       | Tepe Sabz                                           | Hagilar Mersin 22-20                                | Amuq C                                              |
| 4500                                                | Halaf tardo                                         | Gawra 19-18                                         |                                                                                | Haggi Muhammad (= Ubaid 2) Eridu 14-12              | Khazineh Susiana B                                  | Gian Hasan Mersin 19-17                             | Amuq D                                              |